# ローレル (メリーランド州)
ローレル（英: Laurel）は、アメリカ合衆国メリーランド州プリンスジョージズ郡北部に位置する都市である。パタクセント川沿い、ワシントンD.C.とボルチモア市の中間にある。19世紀初期に工場町として設立され、1835年にボルチモア・アンド・オハイオ鉄道が開通して工業が拡大し、後にはワシントンD.C.とボルチモアの労働者の初期ベッドタウンとなることを可能にした。今日ではほとんど住宅地であり、その工業時代を映すメインストリートを中心とする歴史地区を維持している。
アメリカ合衆国国防総省が今日のローレルではよく知られた存在であり、アメリカ陸軍の基地であるミード砦、アメリカ国家安全保障局、ジョンズ・ホプキンス大学の応用物理研究室も近辺にある。サラブレッド馬の競馬場であるローレルパーク競馬場が市域のすぐ外にある。
人口は約3万人（2020年）。ただしローレルの名称は、プリンスジョージズ郡、ハワード郡、モンゴメリー郡、アナランデル郡の未編入領域まで及ぶように成長しており、これらを合わせた人口は約10万人である。

## 歴史

### 自然史
白亜紀の多くの恐竜の化石がローレルにある広さ7.5エーカー (30,000 m2) の公園で保存されている。この場所は、アストロドンやプリコノドンの化石化した歯が出てきた他の発見もあり、アメリカ合衆国東部で化石が最も豊富に出土する場所と言われている。

### 19世紀まで
ローレルはスノードン家が所有するパタクセント川の滝線にあった土地から形成された。スノードン家はモンペリエ邸宅も所有していた。ワシントン・ターンパイク道路会社が1796年から1812年にアメリカ国道1号線を建設し、ジョージ・ワシントンを定期的な通行者とする南北方向幹線道ができた。1811年頃この地にあった製粉所が1820年代には綿糸工場に成長していた。
1828年ボルチモアからジョージタウンまで運河を建設するための詳細測量が行われた。これは提案されていたチェサピーク・アンド・オハイオ運河に繋ぐことが意図されていた。エルクリッジ・ランディングからブラデンスバーグまでの経路は現在のアメリカ国道1号線とケニルワース・アベニューにほぼ沿った水路を建設するものであり、サベージ・ミルで利用されていた水力に被害を与えないよう特別の注意が払われた。このプロジェクトは進まなかった。鉄道、すなわちボルチモア・アンド・オハイオ鉄道の建設に重きが置かれるようになった。1835年、ボルチモアからワシントンまでキャピタル支線の開通と時期を同じくして、パタクセント製造会社が認証され、その工場が大きく拡大された。その社長であるホーレス・ケプロンが共同経営者と共に300人近い労働者のための家を建設し、さらに大きな綿糸工場を造った。この工場で作られたカンバス地は、ローレルのメインストリートとなる通りを運ばれ、それから鉄道に積まれてボルチモアに運ばれた。1850年には頑丈なダムが建設された。ローレルは工場町としてプリンスジョージズ郡では幾らか特異な存在であり、周りは農地で囲まれていた。
町は当初、ローレル・ファクトリーと呼ばれており、学校と店舗、および労働者の多くの家屋まで1860年代まで会社が所有する、企業城下町だった。1840年代、町の歴史ある教会として、メソジスト教会、セントメアリー・オブ・ザ・ミルズ（ローマ・カトリック教会、1845年設立）、とフィリップス教会（エピスコパル教会）の3つが設立され、現在も活発に活動を続けている。南北戦争のとき、ローレル・ファクトリーはメリーランド州の多くの町と同様、町の中で分裂し、南部への同調者も多かった。北軍兵が鉄道をパトロールし、一時期は北軍の病院もあった。19世紀後半、工場は依然として操業していたが、製造業は町での役割が小さくなっていった。ローレルは初期の郊外町に変わり始めていた。住民の多くは鉄道を使ってワシントンやボルチモアに通勤した。町は1870年に法人化され、1890年に再度法人化された。これは新しい発電所が建設され、通りが舗装され、板張りの歩道ができたのと時を同じくしていた。このときまでに、町の人口は2,080人にまで成長しており、市は家畜が通りに入ることを禁止した。
1870年、ローレル・パタクセント銀行が、メインストリートとワシントン・アベニューの角に設立された。1874年、町の代表がアナポリスに送られ、ローレルを新たな郡にする請願を行った。人口は10,000人であり、土地はプリンスジョージズ郡、ハワード郡、アナランデル郡、モンゴメリー郡から分割することとしていた。1879年、ローレル音楽学校が国道1号線沿いに建てられた。この建物は1915年に映画館に転用され、木造の下層階は駐車場になった。この建物は1917年の火事で焼失し、1900年代後半に同じ場所にアカデミー・フォードが建設された。1888年、発明家のデイビッド・J・ウィームズが、ローレル駅近くで、2マイル (3.2km) の傾斜付き円形トラックを造り、無人の電車を試験した。重さ3トンの電車は20分間で120マイル/時 (192 km/h) の速度に達した。
1890年、シティズンズ国定銀行がメインストリートで開業し、プリンスジョージズ郡では最初の国認定銀行となった。チャールズ・H・スタンリーが最初の頭取になった。この銀行は2007年にPNCファイナンシャル・サービスが買収するまで、名称をそのまま独立して営業を続けていた。当初の建物で支店会計は現在も提供されている。
20世紀への変わり目、ルイス・バーレットが「ハーフ・ウェイ・ハウス」というホテルを運営していた。このホテルは後にミルステッド・ホテルと呼ばれ、ボルチモアとワシントンの間で運営される、4つの駅馬車線の停車駅になっていた。1898年、厩舎から出火した火が建設から100年が経つホテルに広がり、メインストリートに沿った建物を燃やした。フェルプス市長は、バケツリレーの手段しかなく、ボルチモアに電報を打って、消防士、馬、消防車の特殊部隊を派遣するよう依頼した。一人の消防士が転がる消防車で押しつぶされ、燃える遺体安置所から救われた棺で戻ってきた。この惨事によって、町に水と消防施設を備える動きが生まれた。
1899年、ローレル市長を7期務めたエドワード・フェルプスがプリンスジョージズ郡で初の高校建設に成功したが、建設費については幾つか障害もあり、自ら財政的なリスクを引き受けた。最初の校舎は、現在フェルプス・コミュニティセンターと呼ばれ、モンゴメリー通りと8番通りの北東角に立っている。1979年にはアメリカ合衆国国家歴史登録財に指定された。

### 20世紀
1902年、シティ・アンド・サバーバン鉄道が、ワシントン・バーウィン・アンド・ローレル鉄道と共に短線路面電車の運行を始めた。

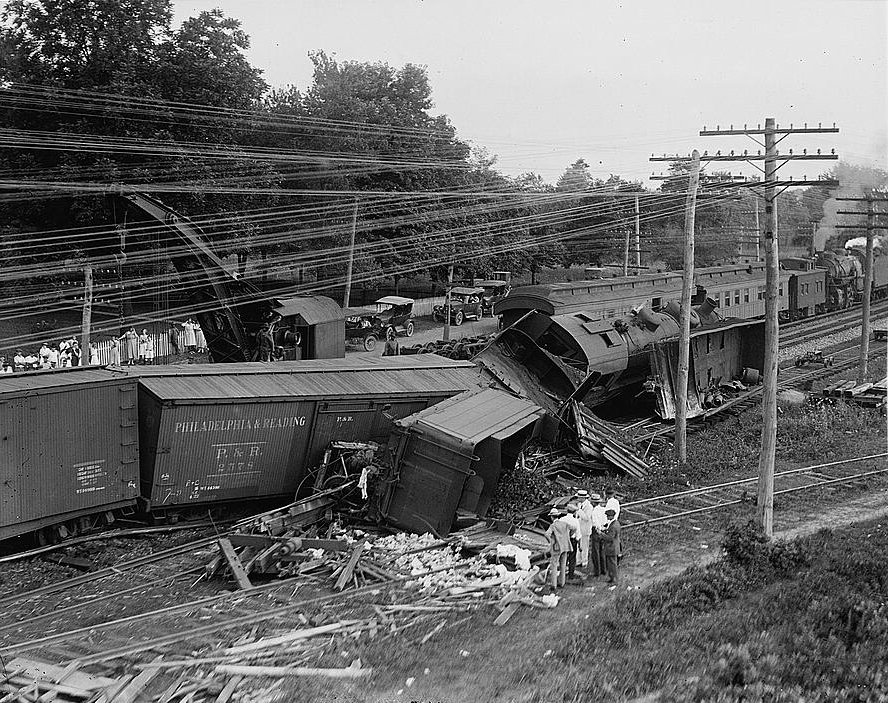
列車の正面衝突事故現場、1922年7月31日

1905年、現在はローレル湖群を構成する163エーカー (0.66 km2) の農場にローレル・サナトリウムが建設された。この施設の目的は神経病者、アルコールや薬物の中毒者を看護することだった。中央の管理棟に直結された5つの建物には、男性と女性のために8室、14室、30室、36室の施設があった。
サラブレッド馬の競馬場であるローレルパーク競馬場は1911年の開場であり、現在も使われている。作家ローラ・ヒレンブランドの著書『シービスケット: アメリカのレジェンド』では、ローレルが重要な競馬場であることを数回言及している。1948年から1990年にはフリーステート・レースウェイという繋駕速歩競走用の競馬場もあった。国道1号線の西側、ハワード郡内にあり、現在はカーマックス自動車販売店、ワイスのスーパーマーケット、および商店街のあるサベージの南である。
1913年2月、ロザリー・ガーディナー・ジョーンズが率いた選挙権ハイクの停止点となった。これにローレルを本拠とす有色女性参政権運動集団が加わり、次の大統領に決まっていたウッドロウ・ウィルソンに宛てた旗とメッセージを入れた小包を発送した。

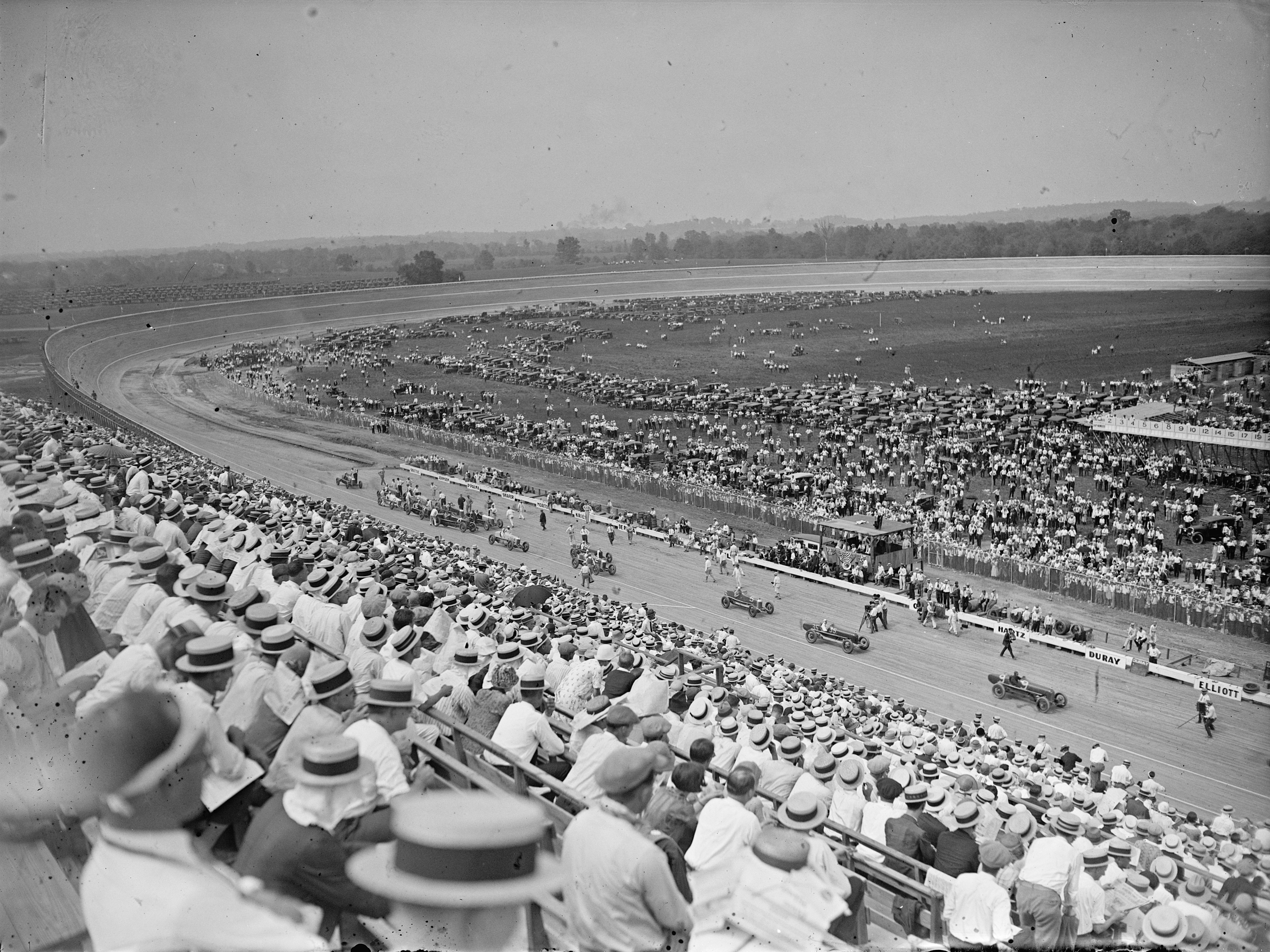
ローレルの板張りレース場、1925年7月11日

1925年、自動車用板張りレース場がローレルにできた。周回1,125マイル (1.811 km)、木製、楕円形のトラックをジャック・プリンスが建設し、48度に傾斜させたバンクが売り物だった。同時に16人のドライバーによるレースができた。ワシントン・ボルチモア自動車スピードウェイは短命だった。観衆3万人までを集められたが、364エーカー (1.46 km2) のアボンデールの土地に40万ドルの建設費を掛けたものを回収できず、1926年には管財人の管理下に入った。
天然ガスが1929年に町で使えるようになった。
1931年、「アンジー・ガーリン」が、ローレル・パークと国道1号線の間のデュバル農場に、屋外ボクシング会場として、7,000席の円形劇場を建設した。その運営するミッドシティ・ボクシング・クラブは数回の行事を開催したが、入場者が少なく、利益は地元警察に押収された。この施設は同じ年にC・E・コーネルに売却され、コーネルはそれを「ツイン・シティーズ・アリーナ」あるいは「ミッドシティ・アリーナ」と呼んだ。1932年、このアリーナではアルバート・リッチー州知事を観客に加えて、世界ボクシング協会の全代表が戦いに出席するという活動を行った。試合を見た後、5ラウンドで停止するよう要求された。代表団はジュニアライト級の試合を中止し、このクラスでは若いボクサーの試合を奨励しないと宣言した。アリーナの運営は世界恐慌の頂点にあった1933年シーズンの終わりに停止された。
アメリカ合衆国における禁酒法は1934年に撤廃された。これと時を移さず、プリンスジョージズ・ブルーイング・カンパニーがローレル・パークに隣接する100エーカー (0.4 km2) の土地に50万ドルを掛けて醸造所を建設する計画を作ったが、実現はされなかった。
1954年、ジョンズ・ホプキンス応用物理研究所が、ハワード郡内、ローレルの西にそのキャンパスを建設し、住所はローレルとした。
1960年までに、ローレルはミード砦やアメリカ国家安全保障局から大きな成長を予測していた。町は依然としてパタクセント川に下水を流しており、上下水インフラを整備するための都市補助金を申請した。隣接する広さ1,200エーカー (4.8 km2) のメリーランドシティの開発では5,000戸の住宅が計画されていた。市の企画官であるハリー・スシニが、全国キャピトル企画委員会が2000年までにローレルで人口過密となることを防ぐために散在開発を行うと予測した。

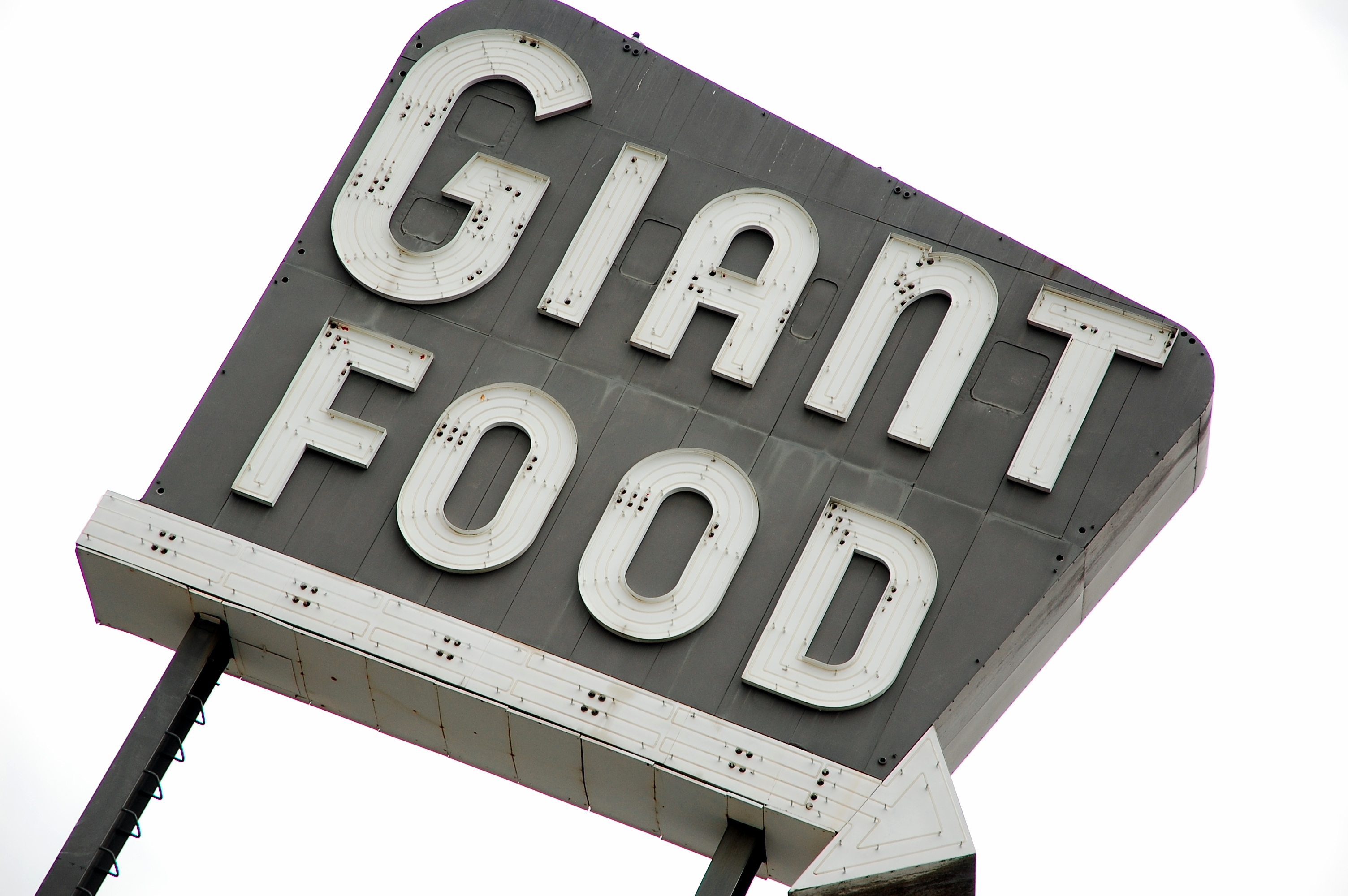
ジャイアント・フードのネオンサイン、国道1号線沿いは50年以上も商業的なランドマークとなった

1960年代後半、人種差別問題の緊張が頂点にあった。1967年、ローレルでは、クー・クラックス・クランに属する4人の若者がローレルグローブの家1軒を焼いた。これが抗議と警察に拠る封鎖を促進することになった。十字架が燃やされる事件、クー・クラックス・クランの行進、数件の不審火が続き、警察のバリケードが作られ、夜に白人住民が「ザ・グローブ」に入るのを妨害した。同年8月、市は1949年に民間クラブに売却していた個人所有の水泳プールを買い戻すと宣言した。このプールは白人住民のみが利用できるようになっていたが、全ての住民に開放される人種統合施設として運営することを宣言した。
1972年5月15日、アラバマ州知事ジョージ・ウォレスが民主党の大統領候補指名を求めて運動しており、この日はローレル・ショッピングセンター、現在バンク・オブ・アメリカの支店となっている所近くの駐車場で集会を開いていた。ウォレスは精神障碍者で非番の守衛アーサー・ブレマーに銃で撃たれ、下半身不随となった。
1972年6月22日、ハリケーン・アグネスの襲来を受け、メリーランド州では記録に内容は大洪水が起こった。橋が幾つか流され、ロッキー・ジョージ貯水池にあったT・ハワード・ダケット・ダムが満水となり、崩壊の危機にあった。1975年、市政委員会はメインストリート周辺に歴史地区を創設する条例を成立させた。
1982年、開発業者のキングドン・グールド3世が2回の取引でローレルの土地3,539エーカー (14.2 km2) を1,500万ドルで買収した。ローレルとベルツビルの間にあった最大の区画はコンターラという名前で開発され、メリーランド州道200号線を建設することで主要道路へのアクセスが確保された。
9番通りとメインストリートの北東角にあった1840年代工場労働者の家屋が改築され、1996年5月1日にローレル博物館として開館された。この博物館では、ローレルとその市民の歴史に関する展示を行っている。中にはギフトショップがあり、入場は無料である。博物館のジョン・カルダー・ブレナン図書室は予約により研究者に開放されている。

### 21世紀
2001年9月24日、藤田スケールF3の竜巻がローレルを襲った。ローレル高校や歴史あるハリソン・ベアードのビルの屋根に損傷を与えるなど、物損が甚だしかった
。
2001年9月11日のアメリカ同時多発テロ事件の前に、アメリカン航空77便（国防総省のペンタゴンビルに激突した）のハイジャッカー数人がバジェット・ホスト・バレンシアや、市域のすぐ北にあるハワード郡のピン・デル・モーテルなど、ローレル地域のモーテル数軒に滞在した。彼らが泊まったバレンシアのウィングが解体され、その地に新しいスリープ・インが建設され、2007年4月にオープンした。ハイジャッカーは市域南のキンコーズにあるコンピュータでインターネットにアクセスしていた。またゴールドジムで訓練してハイジャックに備えていた。FBIのディレクター、ロバート・S・ミューラー3世による報告書では、このジムがローレルにあるとしており、一方別の資料では数マイル南のグリーンベルトにあるとしていた。
2005年8月29日、ローレル市はミシシッピ州ローレルと姉妹都市を結び、ハリケーン・カトリーナからの救援と復興を支援することとした。その後の2年間で、「メリーランド州ローレルの政府、企業と住民は、ミシシッピ州ローレルのために2万ドル以上を集めた」

### 歴史的な場所
下表はローレルとその近在にあり、メリーランド・首都公園企画委員会あるいはアメリカ合衆国国家歴史登録財に認定されている歴史的な場所のリストである。
|   | 史跡名称                                                       | 画像 | 場所                                                             | 登録番号 | 備考 |
| - | -------------------------------------------------------------- | ---- | ---------------------------------------------------------------- | -------- | --- |
| 1 | アボンデール・ミル                                             |      | アボンデール通り21                                               | n/a      | アメリカ合衆国国家歴史登録財に指定、1979年9月20日; 1991年に破壊 |
| 2 | デュバル橋                                                     |      | パタクセント川に架かる電報道路、パタクセント野生動物研究センター | 64-002   | 1907年に、それまでの木造橋の代替として建設されたプラット・トラス橋。チャールズ・デュバル博士（1785年-1863年）のミル・プランテーション「グッドウッド」後の「グラッズウッド」を結んだ。かつてはボルチモア・ワシントン間の電報では幹線だった |
| 3 | ローレル高校（最初の建物）/ 現フェルプス・コミュニティセンター |      | モンゴメリー通り700ブロック                                      | n/a      | アメリカ合衆国国家歴史登録財に指定、1979年6月27日 |
| 4 | ローレル鉄道駅                                                 |      | メインストリート東                                               | n/a      | アメリカ合衆国国家歴史登録財に指定、1973年3月30日 |
| 5 | モンペリエ邸宅                                                 |      | ローレルの東2.1マイル (3.4 km)、メリーランド州道197号線沿い      | 62-006   | アメリカ合衆国国家歴史登録財に指定、1970年4月17日 |
| 6 | オークランズ（プランテーション）                               |      | コンティ道路8314                                                 | 62-003   | |
| 7 | スノーヒル（邸宅）                                             |      | ローレルの南、メリーランド州道197号線近く                        | 62-004   | アメリカ合衆国国家歴史登録財に指定、1974年8月13日 |
| 8 | スノーデン・ホール                                             |      | パタクセント野生生物研究センター、16号館                         | 64-001   | |

## 地理
ローレルは北緯39度5分45秒 西経76度51分35秒 / 北緯39.09583度 西経76.85972度に位置している。パタクセント川の岸にあり、この川は町の初期工業化に貢献した綿糸工場の動力源だった。
ローレルの法人化された市域はプリンスジョージズ郡の北端の中に完全に入っているが、地元民がローレルと呼んでいる大きな地域が、当方のアナランデル郡、北方のハワード郡、西方のモンゴメリー郡にも広がっている。
ローレルの郵便番号は20707から20709と20723から20729である。ローレル郵便局サービス範囲にありながら、モンペリエは市域に入っていない。未編入領域のスカッグスビルやハワード郡のウィスキーボトム、アナランデル郡のメリーランドシティとラセットも同様である。
アメリカ合衆国国勢調査局に拠れば、市域全面積は4.33平方マイル (11.21 km2)であり、このうち陸地4.30平方マイル (11.14 km2)、水域は0.03平方マイル (0.08 km2)で水域率は0.69%である。

### 気候
ローレルは、メリーランド州中央部で典型的である温暖湿潤気候区にあり、暑く湿気た夏と温暖から冷涼な冬が特徴である。年間降水量は多い。アメリカ合衆国農務省の規定する植物耐寒性帯では7と8にある。
| ローレルの気候            | ローレルの気候 | ローレルの気候 | ローレルの気候 | ローレルの気候 | ローレルの気候 | ローレルの気候 | ローレルの気候 | ローレルの気候 | ローレルの気候 | ローレルの気候 | ローレルの気候 | ローレルの気候 | ローレルの気候 |
| 月                        | 1月            | 2月            | 3月            | 4月            | 5月            | 6月            | 7月            | 8月            | 9月            | 10月           | 11月           | 12月           | 年             |
| ------------------------- | -------------- | -------------- | -------------- | -------------- | -------------- | -------------- | -------------- | -------------- | -------------- | -------------- | -------------- | -------------- | -------------- |
| 平均最高気温 °F （°C）    | 42.4 (5.8)     | 45.8 (7.7)     | 54.7 (12.6)    | 66.2 (19)      | 75.2 (24)      | 83.8 (28.8)    | 88.3 (31.3)    | 86.7 (30.4)    | 79.3 (26.3)    | 68.1 (20.1)    | 57.5 (14.2)    | 46.1 (7.8)     | 66.2 (19)      |
| 平均最低気温 °F （°C）    | 24.9 (−3.9)    | 26.8 (−2.9)    | 34.5 (1.4)     | 44.1 (6.7)     | 54.8 (12.7)    | 63.8 (17.7)    | 69.0 (20.6)    | 67.5 (19.7)    | 59.6 (15.3)    | 48.2 (9)       | 38.0 (3.3)     | 29.4 (−1.4)    | 46.7 (8.2)     |
| 降水量 inch （mm）        | 3.16 (80.3)    | 3.03 (77)      | 4.10 (104.1)   | 3.81 (96.8)    | 4.56 (115.8)   | 4.23 (107.4)   | 4.05 (102.9)   | 3.43 (87.1)    | 4.60 (116.8)   | 3.98 (101.1)   | 4.21 (106.9)   | 3.77 (95.8)    | 46.93 (1,192)  |
| 降雪量 inch （cm）        | 2.1 (5.3)      | 6.2 (15.7)     | .6 (1.5)       | 0 (0)          | 0 (0)          | 0 (0)          | 0 (0)          | 0 (0)          | 0 (0)          | 0 (0)          | .8 (2)         | 1.3 (3.3)      | 11.0 (27.9)    |
| 平均降水日数 （≥0.01 in） | 8.9            | 8.2            | 9.6            | 9.4            | 10.5           | 9.3            | 9.1            | 7.4            | 8.3            | 7.6            | 8.2            | 8.7            | 105.2          |
| 平均降雪日数 （≥0.1 in）  | 1.0            | 1.0            | .3             | 0              | 0              | 0              | 0              | 0              | 0              | 0              | .1             | .4             | 2.8            |
| 出典：NOAA                |                |                |                |                |                |                |                |                |                |                |                |                |                |

## 人口動態
統計目的のために、アメリカ合衆国国勢調査局は隣接する4つの未編入領域を国勢調査指定地域に指定している。
- アッパーローレル（北西）
- ノースローレル
- メリーランドシティ（東）
- サウスローレル

以下は2010年国勢調査による人口統計データである。
| 基礎データ - 人口: 25,115 人 - 世帯数: 10,498 世帯 - 家族数: 5,695 家族 - 人口密度: 2,255.1人/km2（5,840.7人/mi2） - 住居数: 11,397 軒 - 住居密度: 1,023.4軒/km2（2,650.5軒/mi2） 人種別人口構成 - 白人: 30.1% - アフリカン・アメリカン: 48.9% - ネイティブ・アメリカン: 0.4% - アジア人: 9.2% - 太平洋諸島系: 0.1% - その他の人種: 7.6% - 混血: 3.8% - ヒスパニック・ラテン系: 15.5% | 年齢別人口構成 - 18歳未満: 22.6% - 18-24歳: 9.5% - 25-44歳: 37.2% - 45-64歳: 23.8% - 65歳以上: 7% - 年齢の中央値: 38歳 - 性比（女性100人あたり男性の人口） - 総人口: 91.2 世帯と家族（対世帯数） - 18歳未満の子供がいる: 30.7% - 結婚・同居している夫婦: 33.4% - 未婚・離婚・死別女性が世帯主: 15.7% - 非家族世帯: 45.8% - 単身世帯: 37.6% - 65歳以上の老人1人暮らし: 6.1% - 平均構成人数 - 世帯: 2.37人 - 家族: 3.19人 |

以下は2000年国勢調査による人口統計データである。
| 基礎データ - 人口: 19,960 人 - 世帯数: 8,931 世帯 - 家族数: 4,635 家族 - 人口密度: 2,038.8人/km2（5,280.2 人/mi2） - 住居数: 9,506 軒 - 住居密度: 971.0軒/km2（2,514.7 軒/mi2） 人種別人口構成 - 白人: 52.24% - アフリカン・アメリカン: 34.50% - ネイティブ・アメリカン: 0.38% - アジア人: 6.89% - 太平洋諸島系: 0.21% - その他の人種: 2.30% - 混血: 3.47% - ヒスパニック・ラテン系: 6.24% | 年齢別人口構成 - 18歳未満: 22.0% - 18-24歳: 8.6% - 25-44歳: 42.9% - 45-64歳: 19.7% - 65歳以上: 6.7% - 年齢の中央値: 34歳 - 性比（女性100人あたり男性の人口） - 総人口: 93.2 - 18歳以上: 90.3 世帯と家族（対世帯数） - 18歳未満の子供がいる: 26.7% - 結婚・同居している夫婦: 33.9% - 未婚・離婚・死別女性が世帯主: 13.3% - 非家族世帯: 48.1% - 単身世帯: 37.4% - 65歳以上の老人1人暮らし: 5.2% - 平均構成人数 - 世帯: 2.22人 - 家族: 2.97人 | 収入と家計 - 収入の中央値 - 世帯: 49,415米ドル - 家族: 58,552米ドル - 性別 - 男性: 37,966米ドル - 女性: 35,614米ドル - 人口1人あたり収入: 26,717米ドル - 貧困線以下 - 対人口: 6.4% - 対家族数: 4.3% - 18歳未満: 7.8% - 65歳以上: 6.4% |

## 交通

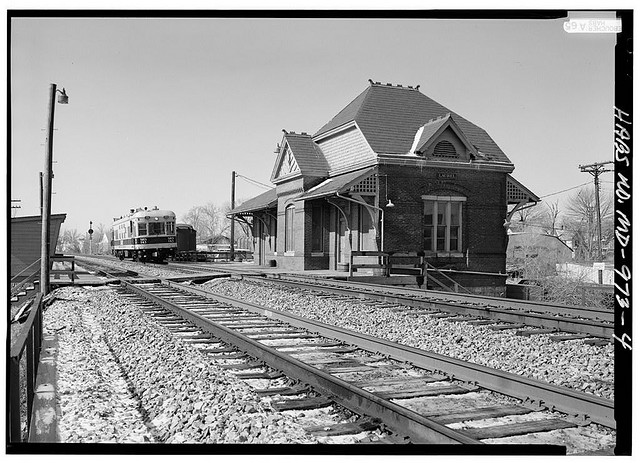
ローレル鉄道駅

ローレルの市内は南北にアメリカ国道1号線が貫いており、南はフロリダ州キーウェストまで、北はメイン州でカナダとの国境に通じている。市の西には州間高速道路95号線が通り、東側市境の向こうにはボルチモア・ワシントン・パークウェイが走っている。これらの道路と交差して東西方向の幹線道がメリーランド州道198号線であり、ローレルの中心部で国道1号線と交差している。
その他の主要州道は南のハワード郡とを結ぶ州道216号線、ローレルとブーイを結ぶ州道197号線がある。州道200号線の東端が市域のすぐ南にあり、ローレルとゲイザースバーグを結んでいる。
一般用途空港であるサバーバン空港がブルックブリッジ道路沿いにあり、アナランデル郡との郡境を越えた所である。この空港は長年、救急ヘリ、飛行訓練、企業の旅行者に使われ、地域の主要2空港の代替空港として機能している。ローレルから半径25マイル (40 km) 以内にはボルチモア・ワシントン国際空港とロナルド・レーガン・ワシントン・ナショナル空港がある。
公共輸送
メリーランド通勤鉄道のボルチモアとワシントンD.C.を結ぶカムデン線の駅として、ローレル駅とローレル競馬場駅の2つがある。ローレル駅はE・フランシス・ボールドウィンがボルチモア・アンド・オハイオ鉄道のために設計した駅の中でも有名な例である。
ワシントン大都市圏交通公社のメトロバスがローレルに入る4つのバス路線を運行しており、他にコネクト・ア・ライドとハワード交通のバス便もある。タクシー会社やシャトルサービスを行う会社もある。

## 緊急サービス
ローレル警察署とプリンスジョージズ郡警察署第6区が地域の警察機能を担当している。メリーランド州警察は国道1号線、州道198号線、州間高速道路95号線をパトロールしており、アメリカ合衆国公園警察はボルチモア・ワシントン・パークウェイとその接続路をパトロールしている。

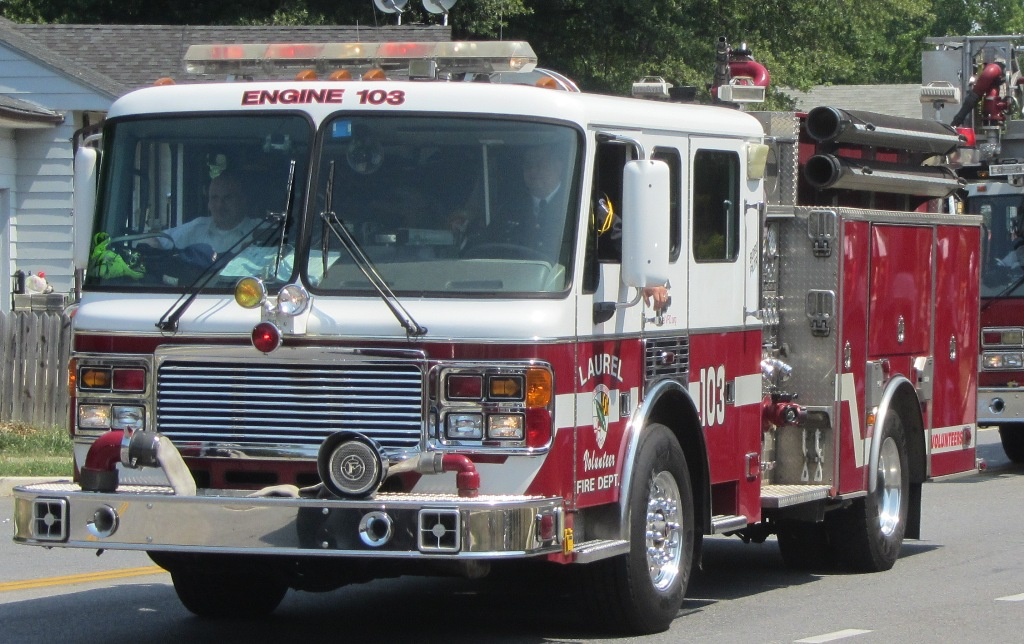
ローレル消防団の消防車 103

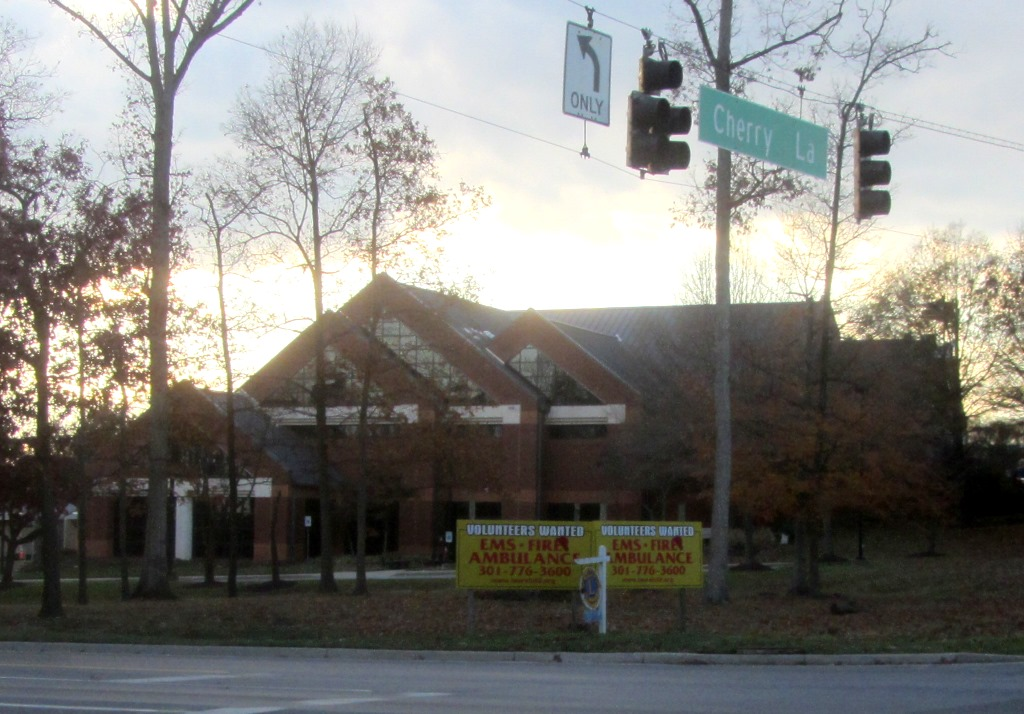
ローレル消防団詰所

ローレル市とプリンスジョージズ郡内の周辺地域に緊急サービスを提供するのがローレル消防団とローレル・ボランティア救助隊である。どちらもプリンスジョージズ郡消防・緊急医療部の一部である。
ローレル消防団は1902年に結成された。現在の詰め所はチェリー・レーン7411にある。ボランティアのスタッフは月曜から金曜（祝日を除く）の午前7時から午後3事までキャリアの人員4人に補強される。消防車が3台あり、タワー車も1台ある。救急車のサービスは2006年12月11日に始まった。キャリア2人がつめる救急医療隊も消防団に配置されている。
ローレル・ボランティア救助隊は1952年に結成された。現在の詰め所はブーイ道路14910にある。月曜から金曜（祝日を除く）の午前7時から午後3事までキャリアの人員4人に補強される。救急車1台、基礎救命支援車3台があり、水難救助隊もある。
ローレル地域病院は1978年にグレーターローレル・ベルツビル病院として建設され、現在はディメンジョンズ医療システムが運営し、ヴァンドゥーセン道路沿いにある。

## 市政府
ローレル市は5人の委員に拠る市政委員会と1人の市長が統治している。市内には政治上の区が2つある。第1区は概してメリーランド州道198号線より北、第2区は南の地域である。市政委員のうちの各区から2人ずつが選ばれ、もう1人が市全体を選挙区に選ばれている。市政委員の候補者は選挙の1年以上前からローレルに住んでいる必要がある。また任期中も同様である。同様に市長の候補者も、選挙前の2年以上市内に住んでいる必要がある。
市全体の党派に拠らない選挙が奇数年11月の第1火曜日に行われている。モンゴメリー通りと8番通り/セントメアリーズプレースの角にあるフェルプス・シニアセンターは、第1区の投票所であり、サイプレス道路にあるロバート・J・ディピエトロ・コミュニティセンターが第2区の投票所である。市政委員を選ぶ次の選挙は2015年11月に行われ、それに続く市政委員会通常会合で当選者が就任する。通常会合は毎月第2および第4月曜日に開催されている。
市政委員会は互選により議長を選ぶ。議長は委員会の集会を差配し、市長不在の場合は市長の権限のうち限られた部分を代行する。委員の任期は2年間であり、市長は4年間である。

## メディアと文化
スタンリー記念図書館はプリンスジョージズ郡記念図書館システムのローレル支所であり、7番通りとタルボット・アベニューの交差点にある。アナランデル郡公共図書館の支所である「メリーランドシティ・アット・ラセット」もローレル住民が利用できる。

### メディア
1946年、ワシントンで最初のテレビ局が設立され、ローレルでテレビ放送を視聴できるようになった。それから長い間、ワシントンの放送局4局、ボルチモアの放送局3局から放送が送られてきている。さらに、ワシントン、ボルチモア、アナポリスには多くのUHFテレビ局がある。これら3つの都市から数多いAMラジオとFMラジオの放送も届いている。
地方紙は2紙ある。「ローレル・リーダー」と「ローレル・ガゼット」である。また市内にAMラジオ局が1局あり、ヒスパニック系住民に放送を送っている。
ローレルはワシントンとボルチモアの間にあるので、両市の日刊紙「ワシントン・ポスト」、「ワシントン・タイムズ」、「ボルチモア・サン」も購読されている。多くの住民は「ワシントン・イグザミナー」という無料紙も読んでいる。

### 芸術
地元の芸能会場には、ビーナス劇場、ローレル・ミル・プレイハウス、セントラル・メリーランド・コーラル（元ローレル・オラトリオ協会）、モンペリエ芸術センターがあり、画廊も1つある。その他にWSSC画廊がある。

### 行事
市政府は毎年5月のレイクフェスト、7月の独立記念日の祭を支援している。1981年からローレル商工会議所がメインストリート祭を後援している。この祭りは毎年5月に母の日のある週末土曜日に開催されている。また1995年から毎年10月のリバーフェストも後援している。モンペリエ邸宅の敷地では1971年から毎年5月第1週末に祭を行っており、2007年には「ハーブ、茶、芸術」をテーマに模様替えした。

## 著名な出身者
- ドワイト・D・アイゼンハワー（後の大統領）と夫人のマミーは、結婚してから3年目の1919年6月に、モンゴメリー通り327のレイ夫人の寮に住んでいた[79]。
- ロン・ターコット、競馬の騎手、アメリカ競馬名誉の殿堂博物館入り、1960年代にローレル競馬場で訓練した
- ビズ・マーキー、ヒップホップ・アーティスト、1996年にローレルに移転して来た[80]
- マーティ・フリードマン、ギタリスト、バンドメガデスのメンバー、1970年代にローレル高校に通った[81]

## 教育

### 初等中等教育

#### 市域内の公立学校
ローレル市域内の公共教育はプリンスジョージズ郡公共教育学区が管轄している。
市内の小学生はローレル小学校とスコッチタウンヒルズ小学校のどちらかに区分けされる。両校とも市内にある。
中学校はドワイト・D・アイゼンハワー中学校とマーティン・ルーサー・キング・ジュニア中学校の2校であり、ローレル市内で機能している。
高校生は市内のローレル高校に入学する。

#### 近隣の公立学校
ローレル市域外で地域に機能する小学校には、ボンドミル、ディアフィールドラン、ジェイムス・H・ハリソン、モンペリエ、オークランズ、スコッチタウンヒルズ各小学校がある。隣接するアナランデル郡にはメリーランドシティ小学校、ハワード郡にはフォレストリッジ、ゴーマン、ハモンド、ローレルウッズの各小学校がある。
中学校では、アナランデル郡のマッカーサー中学校とミード中学校、ハワード郡のハモンド中学校とマレーヒル中学校がある。
高校では、アナランデル郡のミード高校、ハワード郡のアソルトン高校、ハモンド高校、レザバー高校がある。プリンスジョージズ郡で著名なマグネットスクールはエレノア・ルーズベルト高校である。

#### コロンビア特別区オルタナティブ学校
コロンビア特別区教育学区がローレルの近くでマヤ・アンジェロー・アカデミーという代替中学校と高校を運営している。

#### 私立学校
- オーグスバーグ・アカデミー –クリスチャン・デイスクール; 4歳から9年生[82]
- フェイス・バプテスト・クリスチャン・スクール – 幼稚園前から8年生
- ファースト・バプテスト・・スクール・オブ・ローレル – 幼稚園前から8年生
- ジュリア・ブラウン・モンテッソリ・スクール – 幼稚園前から3年生
- キディ・アカデミー・オブ・ローレル – 6週間から12歳
- キディズ・カレッジ・クリスチャン・センター – 2歳から5歳
- ローレル・バプテスト・アカデミー – 幼稚園から12年生
- パロッティ・デイケア・センター – カトリック幼稚園
- セントメアリー・オブ・ザ・ミルズ・スクール – カトリック幼稚園から8年生
- セントビンセント・パロッティ高校 – カトリック高校

### 高等教育機関と専門学校
プリンスジョージズ郡コミュニティカレッジとハワード・コミュニティカレッジがローレルでキャンパスを共有しており、ローレル・カレッジ・センターと呼ばれている。
キャピトル・カレッジがローレルの南にある。
ローレルのアナランデル郡に入る部分にはウッドランド・ジョブ・コーズ・（職業訓練）センターがある。

## スポーツとレクリエーション
ローレルの公園・レクリエーション部は、季節によって成人用スポーツリーグを後援している。地域の青少年リーグは、ローレル・リトルリーグ、グレーター・ローレル・ユナイテッド・サッカークラブ、ローレル・サッカークラブ、ローレル・ボーイズ・アンド・ガールズ・クラブがある。行事は11ある市民公園、3つの運動場、3つのコミュニティセンターで行われている。またローレル市は市民水泳プールやテニスコートも運営している。屋内施設4か所と屋外施設7か所は民間の賃貸で利用できる。
市域の南西、フェアランド地域公園のグラウンドにあるフェアランド・スポーツ・アンド・アスレティック複合施設は、メリーランド首都公園企画委員会が運営している。これらの施設では水泳、器械体操、テニス、ラケットボール、ウェイトトレーニング、児童保育、マッサージ療法など幅広い活動が行える。
フェアランド地域公園には、ガーデンズ・アイスハウス・スケート場もあり、アイススケートの授業、大衆のスケーティング、フィギュア・スケーティング、アイスホッケー、スピードスケート、カーリング用にリングが3面ある。近年はバスケットボールやラクロスも追加された。ガーデンズ・アイスハウスは、アトランティック・ジュニア・ホッケー・リーグで活動するティアIIIジュニアAのアイスホッケー・チーム、ワシントン・ジュニア・ナショナルズや、アメリカン・インドア・フットボール・リーグで活動する屋内フットボールのメリーランド・リーパーズが本拠地にしている。
ローレル・ローラー・スケーティング・センターは市域の直ぐ北にあり、大衆がローラー・スケートを行える場所である。AMFボウリング・センターも市内にある。